# Hargarten-aux-Mines
Hargarten-aux-Mines és un municipi francès, situat al departament del Mosel·la i a la regió del Gran Est. L'any 2007 tenia 1.134 habitants.

## Demografia

### Població
El 2007 la població de fet de Hargarten-aux-Mines era de 1.134 persones. Hi havia 440 famílies, de les quals 100 eren unipersonals (44 homes vivint sols i 56 dones vivint soles), 172 parelles sense fills, 144 parelles amb fills i 24 famílies monoparentals amb fills.
La població ha evolucionat segons el següent gràfic:
Habitants censats

### Habitatges
El 2007 hi havia 479 habitatges, 452 eren l'habitatge principal de la família, 2 eren segones residències i 25 estaven desocupats. 419 eren cases i 60 eren apartaments. Dels 452 habitatges principals, 368 estaven ocupats pels seus propietaris, 72 estaven llogats i ocupats pels llogaters i 12 estaven cedits a títol gratuït; 1 tenia una cambra, 11 en tenien dues, 37 en tenien tres, 75 en tenien quatre i 328 en tenien cinc o més. 413 habitatges disposaven pel capbaix d'una plaça de pàrquing. A 176 habitatges hi havia un automòbil i a 241 n'hi havia dos o més.

### Piràmide de població
La piràmide de població per edats i sexe el 2009 era:
| Homes | Edats   | Dones |
| ----- | ------- | ----- |
| 0     | 95 o +  | 0     |
| 0     | 90 a 94 | 4     |
| 0     | 85 a 89 | 0     |
| 4     | 80 a 84 | 12    |
| 8     | 75 a 79 | 32    |
| 16    | 70 a 74 | 40    |
| 32    | 65 a 69 | 12    |
| 32    | 60 a 64 | 40    |
| 16    | 55 a 59 | 28    |
| 44    | 50 a 54 | 16    |
| 56    | 45 a 49 | 40    |
| 72    | 40 a 44 | 64    |
| 28    | 35 a 39 | 40    |
| 36    | 30 a 34 | 32    |
| 36    | 25 a 29 | 36    |
| 40    | 20 a 24 | 28    |
| 44    | 15 a 19 | 48    |
| 56    | 10 a 14 | 44    |
| 24    | 5 a 9   | 32    |
| 16    | 0 a 4   | 24    |

## Economia
El 2007 la població en edat de treballar era de 784 persones, 546 eren actives i 238 eren inactives. De les 546 persones actives 505 estaven ocupades (279 homes i 226 dones) i 41 estaven aturades (17 homes i 24 dones). De les 238 persones inactives 78 estaven jubilades, 66 estaven estudiant i 94 estaven classificades com a «altres inactius».

### Ingressos
El 2009 a Hargarten-aux-Mines hi havia 439 unitats fiscals que integraven 1.135,5 persones, la mediana anual d'ingressos fiscals per persona era de 18.491 €.

### Activitats econòmiques
Dels 28 establiments que hi havia el 2007, 1 era d'una empresa de fabricació de material elèctric, 13 d'empreses de construcció, 5 d'empreses de comerç i reparació d'automòbils, 1 d'una empresa d'informació i comunicació, 1 d'una empresa financera, 5 d'empreses de serveis, 1 d'una entitat de l'administració pública i 1 d'una empresa classificada com a «altres activitats de serveis».
Dels 12 establiments de servei als particulars que hi havia el 2009, 1 era una oficina bancària, 2 tallers de reparació d'automòbils i de material agrícola, 1 paleta, 2 guixaires pintors, 1 fusteria, 2 lampisteries, 1 electricista, 1 empresa de construcció i 1 perruqueria.
L'únic establiment comercial que hi havia el 2009 era una adrogueria.
L'any 2000 a Hargarten-aux-Mines hi havia 3 explotacions agrícoles.

## Equipaments sanitaris i escolars
El 2009 hi havia 1 escola maternal i 1 escola elemental.

## Poblacions més properes
El següent diagrama mostra les poblacions més properes.